# Осіни-Майорат
Осіни-Майорат (пол. Osiny-Majorat) — село в Польщі, у гміні Міжець Стараховицького повіту Свентокшиського воєводства.
У 1975-1998 роках село належало до Келецького воєводства.